# Società Polisportiva Ars et Labor 1907 2009-2010
Questa pagina raccoglie le informazioni riguardanti la Società Polisportiva Ars et Labor 1907 nelle competizioni ufficiali della stagione 2009-2010.

## Stagione
Nella stagione 2009-2010 la SPAL ha disputato il girone B della Lega Pro Prima Divisione. Gli acquisti degli esperti bomber Fabio Bazzani e Giacomo Cipriani (arrivato a stagione in corso per rimpiazzare Rachid Arma, ceduto ad agosto al Torino) non basteranno per fare il salto di qualità: la squadra soffre nel girone di andata e a farne le spese sarà l'allenatore Aldo Dolcetti, rimpiazzato dopo 13 partite da Egidio Notaristefano. Sotto la guida del nuovo trainer i biancazzurri lentamente scalano la graduatoria, piazzandosi infine in settima posizione di classifica con 45 punti, a quattro punti dai Play-off. Il torneo è stato vinto dal Portogruaro, che con 59 punti ha ottenuto la promozione diretta in Serie B; lo ha seguito tra i cadetti il Pescara, vincitore dei play-off. Miglior marcatore stagionale spallino è Giacomo Cipriani con 10 reti.
Nella Coppa Italia maggiore, conquistata con il sesto posto della stagione scorsa, dopo tanti anni la Spal vi torna protagonista, superando i primi due turni, con le vittorie ottenute contro Como e AlbinoLeffe, poi viene eliminata nel terzo turno dal Palermo. Nella Coppa Italia di Lega Pro la squadra ferrarese subito fuori per mano del Bassano che si è imposto (3-4) al Mazza.

## Rosa
| N. |                       | Ruolo | Calciatore            |
| -- | --------------------- | ----- | --------------------- |
|    | Nigeria (bandiera)    | A     | Kolawole Agodirin     |
|    | Marocco (bandiera)    | A     | Rachid Arma           |
|    | Italia (bandiera)     | A     | Fabio Bazzani         |
|    | Italia (bandiera)     | C     | Maurizio Bedin        |
|    | Slovacchia (bandiera) | D     | Milan Bortel          |
|    | Italia (bandiera)     | A     | Andrea Bracaletti     |
|    | Italia (bandiera)     | D     | Marco Cabeccia        |
|    | Italia (bandiera)     | P     | Luca Capecchi         |
|    | Italia (bandiera)     | C     | Alessandro Cazzamalli |
|    | Italia (bandiera)     | C     | Luis Fernando Centi   |
|    | Italia (bandiera)     | A     | Giacomo Cipriani      |
|    | Italia (bandiera)     | C     | Guido Ghetti          |

| N. |                   | Ruolo | Calciatore            |
| -- | ----------------- | ----- | --------------------- |
|    | Italia (bandiera) | C     | Gianluca Laurenti     |
|    | Italia (bandiera) | D     | Rosario Licata        |
|    | Italia (bandiera) | D     | Stefano Lorenzi       |
|    | Italia (bandiera) | A     | Alessandro Marongiu   |
|    | Italia (bandiera) | A     | Giuseppe Meloni       |
|    | Italia (bandiera) | C     | Andrea Migliorini     |
|    | Italia (bandiera) | C     | Francesco Quintavalla |
|    | Italia (bandiera) | C     | Paolo Rossi           |
|    | Italia (bandiera) | C     | Eros Schiavon         |
|    | Serbia (bandiera) | D     | Vlado Šmit            |
|    | Italia (bandiera) | A     | Marco Valtulina       |
|    | Italia (bandiera) | D     | Marco Zamboni         |

## Risultati

### Lega Pro Prima Divisione (girone B)

#### Girone di andata
| Arbitro: | Pizzi (Saronno) |

|          |           |                |
| Arma 80’ | Marcatori | 82’ Maggiolini |

| Arbitro: | Baratta (Salerno) |

|           |           |          |
| Packer 7’ | Marcatori | 35’ Arma |

| Arbitro: | Carbone (Napoli) |

|  |           |            |
|  | Marcatori | 20’ Concas |

| Arbitro: | Coccia (San Benedetto del Tronto) |

|                              |           |                            |
| Bacchiocchi 40’ favasuli 50’ | Marcatori | 4’ Schiavon 55’ Migliorini |

| Arbitro: | Bagalini (Fermo) |

|               |           |                      |
| Innocenti 88’ | Marcatori | 1’ Bazzani 34’ Centi |

| Arbitro: | Di Francesco (Teramo) |

|            |           |             |
| Meloni 48’ | Marcatori | 23’ Berardi |

| Andria 4 ottobre 2009 7ª giornata | Fidelis Andria          | 0 – 0 | SPAL | Stadio degli Ulivi\| Arbitro: \| Vallesi (Ascoli Piceno) \| |
| Arbitro:                          | Vallesi (Ascoli Piceno) |       |      |                                                             |

| Arbitro: | Paparazzo (Catanzaro) |

|             |           |                               |
| Bazzani 47’ | Marcatori | 26’ Giacomini 46’ R. Vitiello |

| Arbitro: | Penno (Nichelino) |

|                        |           |              |
| Campagnacci 50’ (rig.) | Marcatori | 17’ Cipriani |

| Arbitro: | Corletto (Castelfranco Veneto) |

|  |           |             |
|  | Marcatori | 14’ Bonanni |

| Arbitro: | Sguizzato (Verona) |

|  |           |                                  |
|  | Marcatori | 12’, 28’ Schiavon 56’ Bracaletti |

| Arbitro: | Gambini (Roma) |

|                          |           |              |
| Marongiu 70’ Bazzani 88’ | Marcatori | 55’ Altinier |

| Arbitro: | De Benedictis (Bari) |

|  |           |                       |
|  | Marcatori | 28’ (rig.) G. Improta |

| Arbitro: | Affinito (Frattamaggiore) |

|             |           |                       |
| Rantier 12’ | Marcatori | 65’ (rig.) Bracaletti |

| Arbitro: | Bietolini (Firenze) |

|              |           |              |
| Cipriani 74’ | Marcatori | 18’ Viapiana |

| Arbitro: | Del Giovane (Albano Laziale) |

|               |           |  |
| A. Romano 20’ | Marcatori |  |

| Ferrara 13 dicembre 2009 17ª giornata | SPAL              | 0 – 0 | Foggia | Stadio Paolo Mazza\| Arbitro: \| Barbeno (Brescia) \| |
| Arbitro:                              | Barbeno (Brescia) |       |        |                                                       |

#### Girone di ritorno
| Arbitro: | Bagalini (Fermo) |

|                                   |           |              |
| Fanucci 9’ Bernardi 31’ Fiore 69’ | Marcatori | 24’ Cipriani |

| Ferrara 10 gennaio 2010 19ª giornata | SPAL               | 0 – 0 | Ravenna | Stadio Paolo Mazza\| Arbitro: \| Barbiero (Vicenza) \| |
| Arbitro:                             | Barbiero (Vicenza) |       |         |                                                        |

| Arbitro: | Giacomelli (Trieste) |

|  |           |              |
|  | Marcatori | 80’ Cipriani |

| Arbitro: | Sguizzato (Verona) |

|                          |           |  |
| Bedin 19’ Marongiu 90+3’ | Marcatori |  |

| Ferrara 31 gennaio 2010 22ª giornata | SPAL                 | 0 – 0 | Taranto | Stadio Paolo Mazza\| Arbitro: \| Palazzino (Ciampino) \| |
| Arbitro:                             | Palazzino (Ciampino) |       |         |                                                          |

| Arbitro: | Cervellera (Taranto) |

|                           |           |                       |
| Berardi 51’ Magliocco 79’ | Marcatori | 69’ Cipriani 86’ Smit |

| Arbitro: | Coccia (San Benedetto del Tronto) |

|                      |           |  |
| Cabeccia 8’ Smit 15’ | Marcatori |  |

| Arbitro: | Pizzi (Saronno) |

|          |           |              |
| Nolè 31’ | Marcatori | 67’ Cabeccia |

| Arbitro: | Albertini (Ascoli Piceno) |

|                           |           |  |
| Cabeccia 47’ Cipriani 51’ | Marcatori |  |

| Arbitro: | Pasqua (Tivoli) |

|             |           |  |
| Dettori 11’ | Marcatori |  |

| Ferrara 21 marzo 2010 28ª giornata | SPAL                         | 0 – 0 | Pescina VG | Stadio Paolo Mazza\| Arbitro: \| Ferraioli (Nocera Inferiore) \| |
| Arbitro:                           | Ferraioli (Nocera Inferiore) |       |            |                                                                  |

| Arbitro: | Affinito (Frattamaggiore) |

|              |           |  |
| Altinier 69’ | Marcatori |  |

| Arbitro: | Gavillucci (Latina) |

|                    |           |                                           |
| Sansone 15’ (rig.) | Marcatori | 33’ (rig.) Cipriani 44’ P. Rossi 66’ Smit |

| Arbitro: | Baratta (Salerno) |

|            |           |           |
| Meloni 90’ | Marcatori | 67’ Selva |

| Arbitro: | Irrati (Pistoia) |

|  |           |             |
|  | Marcatori | 1’ Schiavon |

| Arbitro: | Ceccarelli (Terni) |

|                   |           |                                         |
| Cipriani 19’, 64’ | Marcatori | 12’ Tomi 49’ Poziello 54’ M. D'Ambrosio |

| Arbitro: | Zanichelli (Genova) |

|  |           |                                                 |
|  | Marcatori | 45+1’ Meloni 74’ (rig.) Cipriani 77’ Migliorini |

### Coppa Italia

#### Turni preliminari
| Arbitro: | De Faveri (San Donà di Piave) |

|                            |           |                    |
| Arma 25’ (rig.) Meloni 42’ | Marcatori | 71’ (rig.) R. Riva |

| Arbitro: | N. Stefanini (Livorno) |

|                                       |           |               |
| Bracaletti 40’ Quintavalla 107’, 116’ | Marcatori | 24’ Previtali |

| Arbitro: | Ciampi (Roma) |

|                                                  |           |                       |
| Miccoli 33’ (rig.), 35’ Simplicio 53’ Cavani 71’ | Marcatori | 24’ Laurenti 80’ Arma |

### Coppa Italia Lega Pro

#### Fase a eliminazione diretta
| Arbitro: | Bergher (Rovigo) |

|                                            |           |                                                    |
| Cazzamalli 14’ Quintavalla 40’ Gaspari 65’ | Marcatori | 10’, 112’ Buelli 48’ Cacciotti 71’ (rig.) Chiopris |